# Sdružení Olešnicko
Sdružení Olešnicko je svazek obcí v okresu Blansko, jeho sídlem je Olešnice a jeho cílem je regionální rozvoj obecně. Sdružuje celkem 10 obcí a byl založen v roce 2002.

## Obce sdružené v mikroregionu
- Crhov
- Kněževes
- Křtěnov
- Lhota u Olešnice
- Louka
- Olešnice
- Rozsíčka
- Sulíkov
- Ústup
- Veselka